# 伊勢市立港中学校
伊勢市立港中学校（いせしりつみなとちゅうがっこう）は、三重県伊勢市竹ヶ鼻町にある公立中学校。

## 概要
- 校地面積 21,834m2
- 構成
  - 校舎 3階建て
  - 運動場 12,700m2
  - 体育館 延べ床面積：1,013m2

## 沿革
- 1947年（昭和22年）4月15日 - 宇治山田市立第五中学校が創立する。宇治山田市立大湊小学校、同神社小学校、同浜郷小学校の一部を借り受け分教場とする。
- 1948年（昭和23年）5月12日 - 元神戸製鋼株式会社青年学校跡敷地に移転、同会社講堂と、寮1棟を借り受け1ヶ所で授業を行う。独立校として発足、当日を創立記念日とする。
- 1948年（昭和23年）9月1日 - 宇治山田市立港中学校と改称する。
- 1950年（昭和25年）3月4日 - 現在地（青年学校跡）に校舎が落成する。
- 1955年（昭和30年）1月1日 - 市名改称に伴い、伊勢市立港中学校に改称する。
- 1959年（昭和34年）9月26日 - 伊勢湾台風（台風15号）により、校舎に大被害を受ける。
- 1961年（昭和36年）6月12日 - 体育館を新築、落成する。（災害復旧）
- 1969年（昭和44年）4月10日 - プール建設の起工式を挙行する。
- 1969年（昭和44年）7月14日 - プールの完工式を挙行する。
- 1975年（昭和50年）10月3日 - 新校舎建設の起工式を挙行する。
- 1977年（昭和52年）3月30日 - 新校舎の完工式を挙行する。
- 1985年（昭和60年）8月12日 - 体育館建設の起工式を挙行する。
- 1985年（昭和60年）12月26日 - 2教室（3階）の増築工事が完了する。
- 1986年（昭和61年）3月28日 - 体育館の完工式を挙行する。
- 1991年（平成3年）4月1日 - 障害児学級（精薄）を設置する。
- 1993年（平成5年）4月1日 - 障害児学級（情緒）を設置する。
- 2005年（平成17年）4月1日 - 3学期制から2学期制に移行する。

## 学校区
大湊小学校区
- 大湊町

神社小学校区
- 神社港（かみやしろこう）
- 下野町
- 馬瀬町
- 小木町（こうぎちょう）
- 竹ヶ鼻町

浜郷小学校区の一部
- 田尻町
- 通町
- 黒瀬町
- 一色町

## 周辺
- 伊勢市立神社小学校
- シンフォニア テクノロジー伊勢製作所（旧神鋼電機）

## 交通アクセス
- 三重交通バス 伊勢市駅より「一色町」行き乗車、「竹ヶ鼻」停留所下車、徒歩約1分

## 著名な卒業生
- 八田直樹 - Jリーグ選手[1]、在学中（2001年、3年生時）にU-15日本代表フランス遠征メンバーに選出される[2]。
- 大畑拓也 - Jリーグ選手、在学中（2005年、3年生時）にU-15日本代表メンバーに選出される。